# Paul Schockemöhle
Paul Schockemöhle (Steinfeld, 22 marzo 1945) è un cavaliere tedesco, due volte campione olimpico (Los Angeles 1984 salto a squadre e Montréal 1976 salto a squadre).

## Biografia
Fratello minore di Alwin Schockemöhle, anch'egli cavaliere plurititolato, vanta anche nove medaglie conquistate ai Campionati europei di salto ostacoli.

## Palmarès
| Anno | Manifestazione  | Sede        | Evento                   | Risultato | Note |
| ---- | --------------- | ----------- | ------------------------ | --------- | ---- |
| 1976 | Giochi olimpici | Montréal    | Salto ostacoli a squadre | Argento   |      |
| 1984 | Giochi olimpici | Los Angeles | Salto ostacoli a squadre | Bronzo    |      |